# Lissonota multicolor
Lissonota multicolor är en stekelart som beskrevs av William Colenso 1885. Lissonota multicolor ingår i släktet Lissonota och familjen brokparasitsteklar. Inga underarter finns listade i Catalogue of Life.